# Ramisyllis multicaudata
Ramisyllis multicaudata este o specie de viermi policheți din familia Syllidae⁠(d). Specia a fost descoperită în Portul Darwin, Australia, unde trăia în țesuturile unui burete din genul Petrosia⁠(d). A fost a doua specie de vierme polichete ramificat care a fost descoperită, prima fiind Syllis ramosa, o specie de apă adâncă, descrisă cu mai mult de un secol mai devreme.

## Descriere
Acest vierme locuiește în interiorul unui burete și, cu excepția vârfurilor ramurilor sale, nu este vizibil cu ochiul liber. Este cilindric, cu diametrul de aproximativ 1 mm și până la 4 centimetri lungime. Capul este îngropat adânc în burete și este dificil de localizat în timpul disecției buretelui. Are trei antene, două perechi de ochi, o pereche de palpi și două perechi de ciri tentaculari. Corpul este fragil și ușor de rupt în bucăți. Cirii dorsali (creșteri asemănătoare unor fire) de pe segmentele corpului sunt alungite și uneori de lungime inegală. Aceștia sunt articulați, în timp ce cirii ventrali sunt scurți, conici și fără articulații. Cheții (perii) sunt simpli și de formă oarecum asemănătoare unor securi. Unele ramuri ale viermelui se dezvoltă în stoloni, elemente reproductive care conțin ouăle sau sperma și care ulterior se detașează de viermele părinte. Dovezi moleculare din analiza rADN indică faptul că R. multicaudata și S. ramosa au evoluat un obicei de ramificare independent unul de celălalt. Viermele S. ramosa inițiază ramificarea dintr-un Parapod⁠(d), în timp ce R. multicaudata implică și o zonă între parapode.

## Răspândire
R. multicaudata a fost întâlnit trăind simbiotic în interiorul bureților albi, cât și violeți, din genul Petrosia⁠(d) în Portul Darwin, Australia, de Christopher Glasby, care lucrează la Muzeul și Galeria de Artă din Teritoriul de Nord. Adâncimea variază de la nivelul mareei joase până la aproximativ 20 de metri. Viermele a fost descoperit în 2006 și descris pentru prima dată în 2012, primind numele multicaudata din cuvintele latinești multus pentru „multe” și caudata pentru „coadă”.

## Ecologie
R. multicaudata este un vierme ramificat cu capul ascuns adânc în interiorul buretelui. Viermele se ramifică în mod repetat, formând o structură asemănătoare unui arbore. Ramurile laterale ocupă canalele din burete, iar vârfurile lor ies uneori în exterior, ceea ce face ca buretele să pară că are tentacule albe și păroase.
Cercetătorii sunt nedumeriți cu privire la modul în care acest vierme obține hrană suficientă. Capul ar putea consuma țesuturile buretelui, dar se crede că viermele nu este capabil să se deplaseze în interiorul buretelui. Astfel, este dificil de modelat cum ar putea obține hrană suficientă prin gura sa pentru a susține corpul său foarte ramificat. Intestinul este continuu de-a lungul ramurilor, dar s-a constatat că acesta conține foarte puține spicule de burete. O posibilă alternativă este că viermele poate supraviețui pe baza carbonului organic dizolvat absorbit prin integumentul său, așa cum fac și alte nevertebrate, inclusiv viermii policheți.